# Governo Menabrea III
Il Governo Menabrea III è stato il dodicesimo esecutivo del Regno d'Italia, il terzo guidato da Luigi Federico Menabrea.
Esso, nato in seguito alle dimissioni del governo precedente, è stato in carica dal 13 maggio al 14 dicembre 1869 (sebbene già dimissionario dal 19 novembre), per un totale di 215 giorni, ovvero 7 mesi e 1 giorno.

## Compagine di governo

### Appartenenza politica
| Partito | Partito                 | Presidente | Ministri | Totale |
| ------- | ----------------------- | ---------- | -------- | ------ |
|         | Destra storica          | 1          | 4        | 5      |
|         | Indipendente (politica) | -          | 5        | 5      |

### Situazione parlamentare
NOTA: Ai tempi del Regno d'Italia, poiché secondo lo Statuto Albertino il governo rispondeva nei fatti al solo Re, la fiducia parlamentare in senso moderno non era obbligatoria (ed in tal senso vari sono stati i casi di formazione di un governo palesemente privo di tale supporto). La prassi di determinare la sopravvivenza dell’esecutivo in base al supporto parlamentare, dunque, si è andata sviluppando solo successivamente, specie con l’ascesa dei partiti di massa e con l’introduzione del sistema proporzionale, in tempi molto più tardi rispetto all’unità, ed ufficialmente solo con la Costituzione della Repubblica Italiana. Per questo motivo, il grafico sottostante espone, secondo ricostruzioni e dichiarazioni, nonché secondo la composizione del governo, l’eventuale supporto che questo avrebbe o ha ottenuto.
| Camera              | Collocazione     | Partiti              | Seggi     |
| ------------------- | ---------------- | -------------------- | --------- |
| Camera dei deputati | Maggioranza      | PLC (151), IND (117) | 268 / 493 |
| Camera dei deputati | Appoggio esterno | DEM-D (12)           | 12 / 493  |
| Camera dei deputati | Opposizione      | DEM (213)            | 213 / 493 |

## Composizione
| Carica                                | Titolare                              | Titolare                                                                    | Titolare                                                   |
| Presidenza del Consiglio dei ministri | Presidenza del Consiglio dei ministri | Presidenza del Consiglio dei ministri                                       | Presidenza del Consiglio dei ministri                      |
| ------------------------------------- | ------------------------------------- | --------------------------------------------------------------------------- | ---------------------------------------------------------- |
| Presidente del Consiglio dei ministri |                                       |                                                                             | Federico Luigi, Conte di Menabrea (Destra storica)         |
| Ministero                             | Ministri                              | Ministri                                                                    | Ministri                                                   |
| Affari Esteri                         |                                       |                                                                             | Federico Luigi, Conte di Menabrea (Destra storica)         |
| Agricoltura, Industria e Commercio    |                                       |                                                                             | Marco Minghetti (Destra storica)                           |
| Lavori Pubblici                       |                                       |                                                                             | Antonio Mordini (Indipendente)                             |
| Interno                               |                                       |                                                                             | Luigi Ferraris (Destra storica) (fino al 22 ottobre 1869)  |
| Interno                               |                                       | Antonio Starabba, marchese di Rudinì (Destra storica) (dal 22 ottobre 1869) |                                                            |
| Pubblica Istruzione                   |                                       |                                                                             | Angelo Bargoni (Indipendente)                              |
| Guerra                                |                                       |                                                                             | Ettore Bertolè Viale (Indipendente)                        |
| Marina                                |                                       |                                                                             | Augusto Riboty (Indipendente)                              |
| Finanze                               |                                       |                                                                             | Luigi Guglielmo Cambray-Digny (Indipendente)               |
| Grazia e Giustizia e Culti            |                                       |                                                                             | Gennaro De Filippo (Indipendente) (fino al 26 maggio 1869) |
| Grazia e Giustizia e Culti            |                                       | Michele Pironti (Indipendente) (dal 26 maggio al 22 ottobre 1869)           |                                                            |
| Grazia e Giustizia e Culti            |                                       | Paolo Onorato Vigliani (Indipendente) (dal 22 ottobre 1869)                 |                                                            |

## Cronologia

### 1869
- 13 maggio - Il Governo giura dinnanzi al Re.
- 19 novembre - In seguito all’elezione a Presidente della Camera dei Deputati di Giovanni Lanza ed avendo il governo impegnato informalmente in precedenza il proprio mandato alla condizione che Adriano Mari venisse rieletto, il Presidente del Consiglio Menabrea rassegna le proprie dimissioni dinnanzi al Re. Nonostante questi preferisse un rimpasto, su insistenza di Menabrea il mandato venne inizialmente concesso a Lanza e poi, essendo questo risultato infruttuoso, al gen. Enrico Cialdini.
- 14 dicembre - In seguito all’infruttuoso esito del mandato di Cialdini, l’incarico viene nuovamente assegnato a Lanza che, coadiuvato dall’on. Sella, accetta l’incarico dopo lunghe trattive e forma un nuovo esecutivo. Termina formalmente l’esperienza di governo.